# Andoni Zubizarreta
Andoni Zubizarreta Urreta (født 23. oktober 1961 i Vitoria, Spanien) er en pensioneret spansk fodboldspiller, der gennem 1980'erne og 90'erne spillede som målmand for flere spanske klubber, men mest nævneværdigt i otte sæsoner hos FC Barcelona. Zubizarreta fungerede som sportsdirektør for FC Barcelona fra 2010-2015.
Zubizarreta besidder (pr. marts 2009) landskampsrekorden for det spanske landshold med 126 kampe over 14 år. Han nåede at deltage i sammenlagt syv EM- og VM-slutrunder. I 1987 blev han kåret til Årets Spiller i Spanien.

## Klubkarriere

### Athletic Bilbao
Efter at have tilbragt sin første sæson som seniorspiller hos Deportivo Alavés, hvor han ikke nåede nævneværdig spilletid, skiftede Zubizarreta i 1980 til den baskiske storklub Athletic Bilbao. Her spillede han de følgende seks sæsoner, og var med til at sikre holdet det spanske mesterskab i både 1983 og 1984, samt Copa del Rey i 1984.

### FC Barcelona
Zubizarreta skiftede i 1986 til storklubben FC Barcelona, hvor han var en del af klubbens succesfulde periode under den hollandske træner Johan Cruyff. Han var med til at vinde hele fire mesterskaber på stribe fra 1991 til 1994 og pokalturneringen Copa del Rey i 1988 og 1990. De to største succeser var dog sejrene i først Pokalvindernes Europa Cup i 1989 og Champions League i 1992.
Zubizarreta blev fyret af klubben efter nederlaget i Champions League-finalen i 1994 til AC Milan og flyttede derefter sydpå til Valencia CF.

### Valencia CF
Zubizarreta afsluttede sin seniorkarriere med fire år hos Valencia CF. Han opnåede i alt at spille 622 kampe i La Liga, inden han i 1998 trak sig tilbage.

## Landshold
Zubizarreta besidder (pr. marts 2009) landskampsrekorden for Spaniens landshold med intet mindre end 126 kampe, som faldt over en periode på 14 år. Hans debutkamp faldt den 23. januar 1985 i et opgør mod Finland, efter allerede på dette tidspunkt at have været inde omkring holdet som reserve i en periode.
Zubizarreta var med til syv slutrunder i træk for Spanien, EM i 1984, VM i 1986, EM i 1988, VM i 1990, VM i 1994, EM i 1996 samt VM i 1998.

## Titler
La Liga
- 1983 og 1984 med Athletic Bilbao
- 1991, 1992, 1993 og 1994 med FC Barcelona

Copa del Rey
- 1984 med Athletic Bilbao
- 1988, 1990 med FC Barcelona

Pokalvindernes Europa Cup
- 1989 med FC Barcelona

Champions League
- 1992 med FC Barcelona

UEFA Super Cup
- 1993 med FC Barcelona